# Jean Negulesco
Jean Negulesco (Craiova, 26 februari 1900 – Marbella, 18 juli 1993) was een Amerikaans regisseur van Roemeense komaf.

## Leven en werk

### Afkomst en eerste ervaringen in het artiestenmilieu
Negulesco werd geboren als Ioan Negulescu in Craiova in Walachije. Hij volgde lessen in zijn geboortestad aan het Colegiul Național Carol I din Craiova. In 1915 vertrok hij naar Wenen. Vier jaar later keerde hij terug naar zijn geboorteland en vestigde zich in Boekarest waar hij begon te schilderen. Enkele jaren later ging hij in Parijs wonen waar hij beeldende kunsten studeerde aan de Académie Julian en werkzaam was als toneeldecorateur. In het artiestenmilieu had hij contacten met onder meer zijn landgenoten Constantin Brâncuși en Tristan Tzara en met Amedeo Modigliani. In 1927 reisde hij naar New York naar aanleiding van de vernissage van een tentoonstelling van zijn werk. Hij bleef in de Verenigde Staten en vestigde zich in Los Angeles waar hij aan de kost kwam als portretschilder. In de Nieuwe Wereld ontdekte hij een relatief nieuwe kunstvorm: de filmkunst.

### Eerste stappen in de filmwereld
In 1931 waagde hij zich voor het eerst aan de filmregie. Hij financierde en regisseerde samen met hoofdacteur Mischa Auer een avant-gardeproject, Three and a Day. De film kwam nooit in omloop maar hij viel in de smaak van de studiobonzen die hem werk gaven als producer- en regieassistent. Zo hielp hij enkele films van Frank Tuttle en A Farewell to Arms (Frank Borzage, 1932) verwezenlijken. Hij deed eveneens ervaring op als scenarist. Zo schreef hij onder meer mee aan het scenario van Swiss Miss (1938) van Laurel en Hardy.

### De jaren veertig: succesvol debuut als filmregisseur
In 1941 begon hij een uiterst vruchtbare carrière (tussen 1941 en 1964 draaide hij 36 films). Hij leverde met Singapore Woman zijn eerste lange speelfilm af. Daarna volgden vier (documentaire) korte films waarvan The Gay Parisian (1941) verreweg de interessantste was. Het betrof de registratie van het door Léonide Massine gechoreografeerde ballet Gaîté Parisienne op muziek van Jacques Offenbach. Ze werden allemaal genomineerd voor de Oscar voor Beste Korte Film. Daarna keerde hij terug naar de lange speelfilm. Hij deed twee keer een beroep op het acteurduo Peter Lorre-Sydney Greenstreet, een eerste keer voor de film noir The Mask of Dimitrios (1944), een commercieel succes waarvan het scenario gebaseerd was op de gelijknamige roman van scenarist en auteur van spionageromans Eric Ambler. De tweede keer waren Lorre en Greenstreet te zien in Three Strangers (1946), een misdaadfilm naar een scenario van John Huston.
Het succesvolle melodrama Humoresque (1946), het verhaal van de tragische liefde tussen een oudere rijke vrouw (Joan Crawford) en een jonge violist (John Garfield), bevestigde de comeback van hoofdactrice Crawford.
In zijn film noir Road House (1948) maakte Negulesco gebruik van het talent van opkomend film noir-acteur Richard Widmark en gevestigde film noir-waarde Ida Lupino om gestalte te geven aan een tragisch liefdesverhaal vol jaloersheid en wraak.
Het controversiële en baanbrekende drama Johnny Belinda (1948) werd voor twaalf Oscars genomineerd en vormde het hoogtepunt van zijn carrière. Alleen hoofdvertolkster Jane Wyman verzilverde haar nominatie met de Oscar voor Beste Actrice voor haar rol van het doofstom meisje dat werd verkracht.

### De productieve jaren vijftig
In het door de critici geprezen realistische Tweede Wereldoorlogsdrama Three Came Home (1950) vertolkte Claudette Colbert op een aangrijpende manier een vrouw die samen met haar zoontje wordt gescheiden van haar man in een Japans krijgsgevangenkamp op Borneo. Titanic (1953) was een van de eerste grootschalige rampenfilms en won de Oscar voor het Beste Originele scenario. Vanaf dan werden zijn films wat lichtvoetiger. Een groot succes werd de romantische komedie How to Marry a Millionaire (1953) waarin Marilyn Monroe, Lauren Bacall en Betty Grable drie fortuinjaagsters vertolkten. De film was de allereerste die werd verwezenlijkt met het opname- en projectiesysteem Cinemascope. De romantische komedie Three Coins in the Fountain (1954) had weer drie Amerikaanse vrouwen als hoofdpersonages: ze zijn in Rome op zoek naar de grote liefde en gooien daartoe muntjes in de beroemde Trevifontein. De film werd bedacht met de Oscar voor beste originele nummer (het gelijknamige lied werd vertolkt door Frank Sinatra) en de Oscar voor Beste Camerawerk.
In de latere jaren vijftig draaide Negulesco nog vermeldenswaardige films: vooreerst de elegante in Parijs gesitueerde musicalfilm Daddy Long Legs (1955) met Fred Astaire in een van zijn laatste dansrollen en met Leslie Caron voor wie de weg voor meerdere rollen in Hollywoodmusicalfilms werd geëffend door haar debuut in de kaskraker An American in Paris (1951). Negulesco gaf Sophia Loren haar eerste Engelstalige rol in de in Griekenland gesitueerde avonturenfilm Boy on a Dolphin (1957). In het melodrama The Gift of Love (1958) werkte hij voor de derde keer samen met Lauren Bacall die hier Robert Stack, haar filmechtgenoot in het Douglas Sirkmelodrama Written on the Wind (1956), terugvond. Voor de tragikomedie The Best of Everything (1959) engageerde hij Joan Crawford voor de tweede keer. Crawford die in geldnood zat stelde zich tevreden met de haar aangeboden bijrol in een film die de wederwaardigheden van drie jonge vrouwen in de New Yorkse uitgeverswereld schetste.

### Latere carrière
In 1963 deed George Stevens een beroep op Negulesco voor de opnames in de straten van Jeruzalem voor zijn episch bijbeldrama The Greatest Story Ever Told (1965). In The Pleasure Seekers (1964) hernam Negulesco het stilaan vertrouwde verhaal van drie mooie Amerikaanse vrouwen op zoek naar geluk en liefde. Deze remake van zijn eigen Three Coins in the Fountain speelde zich af in Madrid. In 1970 sloot Negulesco zijn carrière af met twee films waarin Curd Jürgens telkenmale de rol van baron vertolkte.

### Privéleven
In 1946 trad hij in het huwelijk met de heel wat jongere actrice en pin-upgirl Dusty Anderson. Aan het einde van Negulesco's carrière vestigde het koppel zich in Marbella aan de Spaanse Costa del Sol. Negulesco overleed aldaar in 1993 op 93-jarige leeftijd aan de gevolgen van een hartinfarct.

## Filmografie
- 1936: Crash Donovan
- 1941: Singapore Woman
- 1944: The Mask of Dimitrios
- 1944: The Conspirators
- 1946: Three Strangers
- 1946: Nobody Lives Forever
- 1946: Humoresque
- 1947: Deep Valley
- 1948: Johnny Belinda
- 1948: Road House
- 1949: Britannia Mews
- 1950: Three Came Home
- 1950: Under My Skin
- 1950: The Mudlark
- 1951: Take Care of My Little Girl
- 1952: Phone Call from a Stranger
- 1952: Lydia Bailey
- 1952: Lure of the Wilderness
- 1953: Titanic
- 1953: Scandal at Scourie
- 1953: How to Marry a Millionaire
- 1954: Three Coins in the Fountain
- 1954: Woman's World
- 1955: Daddy Long Legs
- 1955: The Rains of Ranchipur
- 1957: Boy on a Dolphin
- 1958: The Gift of Love
- 1958: A Certain Smile
- 1959: Count Your Blessings
- 1959: The Best of Everything
- 1962: Jessica
- 1964: The Pleasure Seekers
- 1970: The Invincible Six
- 1970: Hello-Goodbye

- Biblioteca Nacional de España: XX1371962
- Bibliothèque nationale de France: cb12076355f (data)
- Gemeinsame Normdatei: 138575118
- International Standard Name Identifier: 0000 0000 6642 7972
- Library of Congress Control Number: n84060489
- Nationale Bibliotheek van Tsjechië: xx0165819
- Nationale Bibliotheek van Israël: 987007320078205171
- Nationale Bibliotheek van Polen: a0000002706575
- Nederlandse Thesaurus van Auteursnamen: 071343172
- SNAC: w60w0c44
- Système universitaire de documentation: 029058376
- Union List of Artist Names: 500040909
- Virtual International Authority File: 12331969
- WorldCat: E39PBJh8RdywbTB7dgYrrFjV4q

Crash Donovan (1936) · Singapore Woman (1941) · The Mask of Dimitrios (1944) · The Conspirators (1944) · Three Strangers (1946) · Nobody Lives Forever (1946) · Humoresque (1946) · Deep Valley (1947) · Johnny Belinda (1948) · Road House (1948) · Britannia Mews (1949) · Three Came Home (1950) · Under My Skin (1950) · The Mudlark (1950) · Take Care of My Little Girl (1951) · Phone Call from a Stranger (1952) · Lydia Bailey (1952) · Lure of the Wilderness (1952) · Titanic (1953) · Scandal at Scourie (1953) · How to Marry a Millionaire (1954) · Three Coins in the Fountain (1954) · Woman's World (1954) · Daddy Long Legs (1955) · The Rains of Ranchipur (1955) · Boy on a Dolphin (1957) · The Gift of Love (1958) · A Certain Smile (1958) · Count Your Blessings (1959) · The Best of Everything (1959) · Jessica (1962) · The Pleasure Seekers (1964) · The Invincible Six (1970) · Hello-Goodbye (1970)